# 王桜
王桜（ワンボンナム（왕벚나무）、ワンボッコッ（왕벚꽃）、学名：Cerasus × nudiflora (Koehne) T.Katsuki & Iketani、和名：エイシュウザクラ（瀛州桜）、サイシュウザクラ（済州桜））は、オオヤマザクラを父系、エドヒガンを母系とする第1世代自然雑種。バラ科サクラ属に分類される。

## 概要
韓国自生の桜であり、1908年に済州島でフランス人神父タケーが発見し、1912年にドイツ人植物学者ケーネが新種として認めた。
王桜は研究で自然界で自然に増えていくことが極めて困難な種間雑種であり、野生での個体数が少なく生物学上の種の概念では「独立した種」とはいえず、あくまでも種間雑種である。
韓国では「王桜がソメイヨシノの起源」「ソメイヨシノは済州島原産」という言説が現在も広く流布している（2016年時点）。韓国の鎮海は日本海軍がつくった軍港で、日本人が大々的にソメイヨシノの植樹を行い、桜の名所となったが、戦後になると日本帝国の残滓として伐採されていた。しかしソメイヨシノが済州島原産であるという説が日本の植物学者小泉源一を嚆矢に唱えられ、1960年代に入ると韓国で言説が形成され王桜とソメイヨシノが同種と考えられたことで、ソメイヨシノへの反感が消え、国を挙げて大々的な植樹活動が行われたため、韓国で植えられている桜のほとんどはソメイヨシノである（2016年時点）。
ソメイヨシノと王桜が別種であることは、数多くの研究で古くから科学的に明らかになっており、韓国以外ではそれが一般的な認識だった。韓国では王桜＝ソメイヨシノ説を否定することはタブーになっていたが、2018年には韓国の研究チームがDNA分析の結果明かに別の植物であると発表し、韓国大手メディアの中央日報でもそれを受け入れる形で報道された。

### 起源
バラ科サクラ属（Cerasus）の樹木は、日本に9種が自生するほか、数多くの栽培品種がある。その中の二種であるエドヒガンとオオヤマザクラの種間雑種（C. × nudiflora）である。

### 韓国での認識・実数
上記のように実態は種間雑種であるもの、韓国では、「済州島漢拏山と全羅南道海南郡大芚山（テドゥンサン）に自生している韓国の固有種」とされている。済州特別自治道西帰浦市新礼里（天然記念物第156号）、済州特別自治道済州市奉蓋洞（天然記念物第159号）、全羅南道海南郡大芚山（天然記念物第173号）の3か所が王桜自生地として天然記念物に指定されている。
王桜は現在希少種として韓国の絶滅危惧種（IUCNレッドリストではない）に指定されている。2017年4月時点で194株が済州島漢拏山で確認されている。

## 特徴
野生種の雑種であることから遺伝的に多様であり個体ごとに特徴に広い差異が存在する。通常花弁は5枚であり、ヤマザクラと似た特徴を示す。海抜500メートルくらいのところで育つが、それより高いところに自生する山桜と低地の桜の交雑種と韓国では考えられている。
個体によってはソメイヨシノに非常に似ることから、以前は形態学的観念からソメイヨシノの起源の一つとする説もあった。しかし、現在のDNA調査の結果によると別種と確認されている。DNA研究によると、母系はエドヒガン、父系はヤマザクラあるいはオオヤマザクラの自然交雑種であるとされてきたが、2017年1月、国立研究開発法人森林総合研究所（チーム長 勝木俊雄）が、形態学や集団遺伝学、分子系統学の最新の知見を基にした岡山理科大学の池谷祐幸との共同研究の結果を発表し、王桜はエドヒガンとオオヤマザクラの種間雑種であることを発表した。
日本の国立遺伝学研究所は、ソウル大学の教授だった姜永善からこの品種のサクラの種子を入手し育てており、実生してみると多くの形質に分かれ、「ソメイヨシノ」に似たいくつもの個体が生まれたと報告されている。

## 名称
ケーネは王桜をソメイヨシノ（当時の学名はPrunus yedoensis Matsum.）の変種と考え、Prunus yedoensis var. nudiflora Koehne と命名した。小泉の論文ではPrunus quelpaertensis NakaiやPrunus nudiflora Koidz.などの学名となっており、和名ではエイシュウザクラ、サイシュウザクラ（瀛洲桜）のほかタンナヤマザクラ（耽羅山桜）ともされている。なお2021年時点ではエイシュウザクラからチェジュザクラ(済州桜)へと名前が変更されている。
2017年1月の森林総合研究所の発表で、王桜の学名が「Cerasus × nudiflora (Koehne) T.Katsuki & Iketani」と命名され、ソメイヨシノの学名「Cerasus × yedoensis (Matsum.) Masam. & Suzuki 'Somei-yoshino'」と区別された。
韓国では、ソメイヨシノについて日本語の原音と同じ「소메이요시노」が使用されることは少ない。多くの場合では王桜とソメイヨシノとの区別はつけられておらず、両者とも「왕벚나무（ワンボンナム）」や「왕벚꽃（ワンボッコッ）」と呼称される。このため、朝鮮語のウェブサイトに表記されている「왕벚나무」や「왕벚꽃」をオンライン翻訳で日本語に翻訳すると、しばしば「ソメイヨシノ」と訳されることがあり、混乱が生じやすい。

## ソメイヨシノとの混同

### 王桜起源説
王桜の一部の個体がソメイヨシノに類似していたことから、過去には済州島に自生する本種とソメイヨシノが同種であるとの説があった。
済州島西帰浦に住んでいたフランス人神父タケー (Taquet) が、1908年4月14日に、漢拏山北側の観音寺裏手の山、海抜600メートルの地点で採集した。採集された標本に基づき、1912年、当時バラ科の権威だったドイツベルリン大学のベルンハルト・ケーネがソメイヨシノの変種として報告した。
日本の小泉源一も済州島に自生する本種とソメイヨシノが同種であるとの説を唱えたことがあった。しかし腊葉標本が残っていないことから、この説は当時から疑問視されていた。現在ではソメイヨシノは最初の親をエドヒガンと日本固有種のオオシマザクラとし、全て接木や挿し木によって人工的に繁殖させたクローンの園芸品種のサクラであることが、DNAフィンガープリント法や核SSR（シンプル・シーケンス・リピート）法などの遺伝子解析で判明しており、ソメイヨシノは韓国原産ではなく、王桜と同種でもないことが判明している。

### 韓国におけるソメイヨシノ起源説
鎮海の桜に見られるように、韓国には日本統治中にソメイヨシノが導入された。韓国では、日本からの独立後にソメイヨシノを日本の木であるとして伐採していたが、1962年に朴万奎(パク・マンギュ)と夫宗休(プ・チョンギュ)の二人の植物学者によって鎮海にあるソメイヨシノは済州島原産であるとの説が発表され認識が改められた。それ以降は王桜とソメイヨシノが同種であるとの説が支配的となった。「1950年に勃発した朝鮮戦争のため荒廃した祖国の山林を蘇らせよう」との目的で、1960年以降に在日韓国人らによって6万株に達する日本の桜(ソメイヨシノ)が寄贈された。更に、1974年には朴正煕大統領による大統領令「桜の大植樹運動」が展開され、日本から輸入されたソメイヨシノが韓国各地に植えられた。
韓国では、韓国三大紙や聯合ニュースのような主要メディアも4月前後になると、しばしばソメイヨシノの韓国起源説を取り上げ、海外への広報活動を行うこともある。
また、韓国国立山林科学院暖帯山林研究所のキム・チャンス博士は、日本統治時代に日本人が済州島の王桜を改良して増やし、それを3000株アメリカに贈ったものが、ポトマック川川辺のサクラだと主張している。

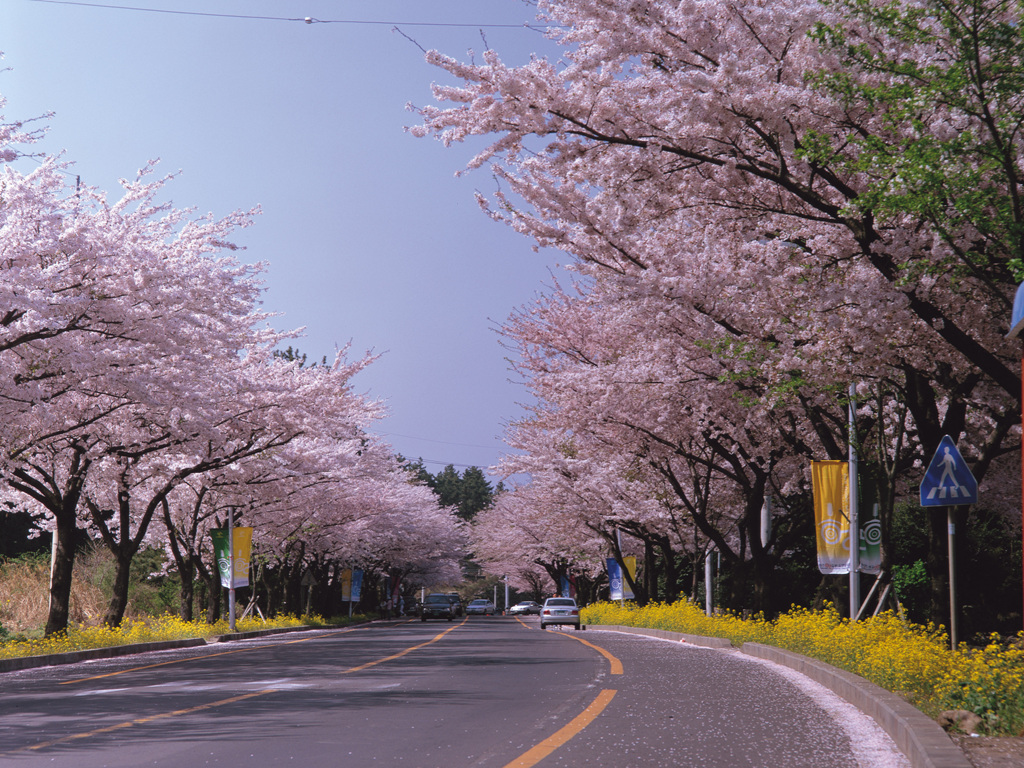
済州王桜春祭り（2010年）

また、アメリカ農務省のサイトに掲載された韓国人チョン・ウンジュ博士のDNA調査（2011年4月改訂）では、この2種は完全に別種であると結論づけたが、後に撤回している。
さらに2015年当時アメリカン大学(AU)の学長であったLouis W. Goodmanは、在米韓人科学技術者協会(KSEA)の第3回年例会議で、環境アナリストによって行われた研究の結果「DC地域の桜と済州島産桜が同じ種と確認された」とし、韓国起源説を後押しする見解を述べた（しかし、済州島にもソメイヨシノは大規模に植樹されている）。
2018年、韓国の山林庁国立樹木園は明知大学校・嘉泉大学校との研究チームと済州島の王桜のゲノム解析を行ない、島に自生するエドヒガンを母系、ヤマザクラを父系とする自然雑種であるとの研究結果を『ゲノムバイオロジー』9月号に発表した。これに関して、中央日報で起源をめぐる論争が「やや呆気なく終止符を打たれた」と報道された。この研究結果に基づいて国家標準植物リストが更新され、従来の王桜が済州王桜（自生種）と王桜（栽培種）に分離して掲載されるようになった。これに対してキム・チャンスや済州道選出の国会議員は「公式に王桜の韓国固有種の地位を奪い、王桜が日本原産という日本の主張を受け入れ、結果的に王桜生物主権を日本に無償譲渡した」「山林庁が王桜が日本種であるという誤った認識拡大に責任がある」「根拠のない説」との主旨で山林庁を非難した。このように徐々に韓国でも王桜とソメイヨシノは別種であるという認識が広がった。

## その他
韓国の自生でない桜のほとんどがソメイヨシノであり、済州島にもソメイヨシノが大規模に植樹されているため、「ソメイヨシノとの交配が起こり自生の王桜が消滅する可能性がある」と指摘されている。王桜の種子は非常に実りづらく、自然界で広がる事はほとんどないとの研究結果が報告されている。
2015年に韓国では「王桜の世界化」を目指す国際シンポジウムが開かれている。韓国国立山林科学院暖帯亜熱帯山林研究所が組織培養で王桜の苗木を大量生産することに成功したと発表した。